# Uwe Loos (Politiker)

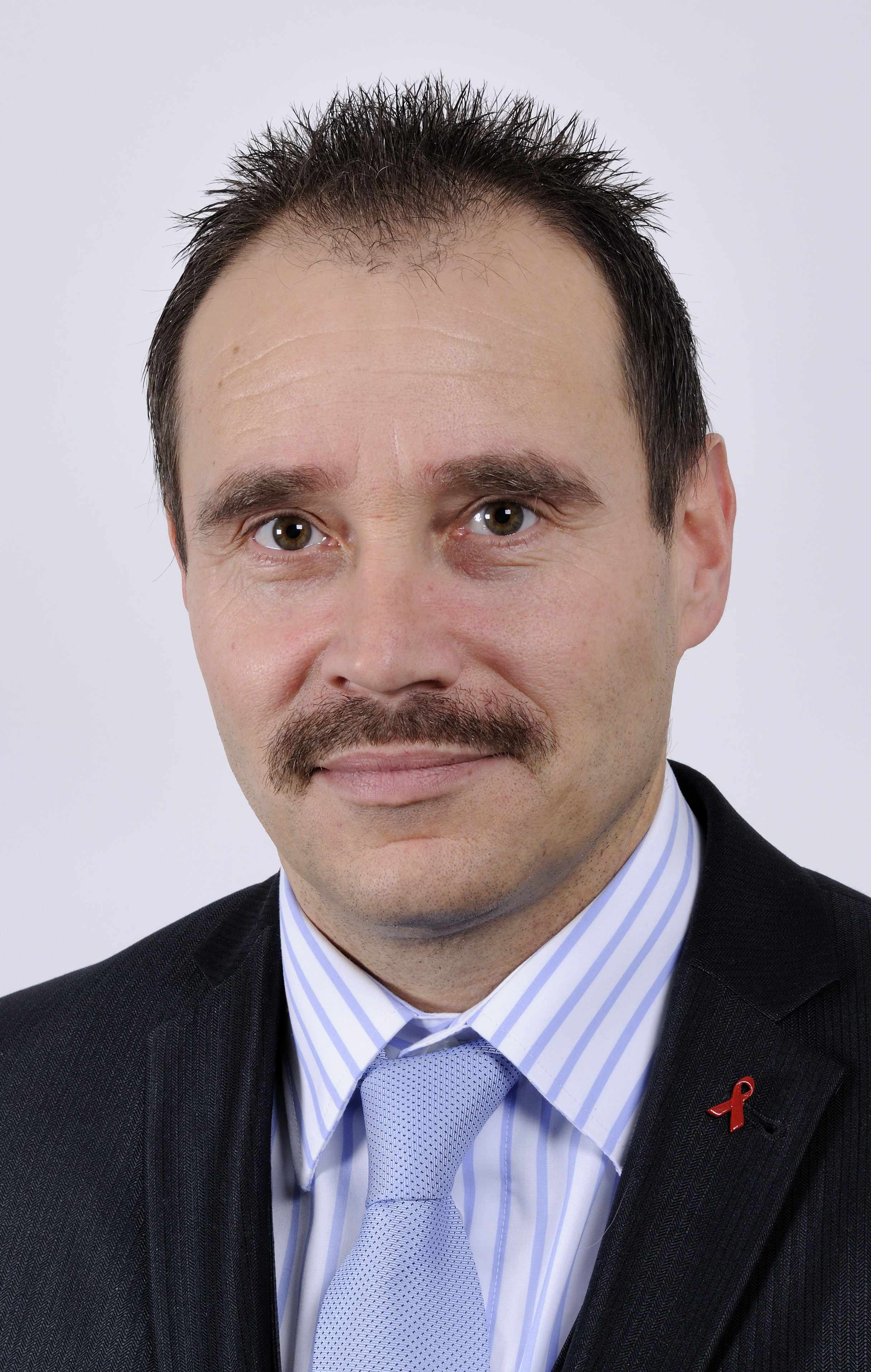
Uwe Loos

Uwe Loos (* 18. September 1963 in Lutherstadt Wittenberg) ist ein deutscher Politiker (Die Linke) und war von 2011 bis 2016 Abgeordneter im Landtag Sachsen-Anhalt.

## Biografie
Uwe Loos erlernte den Beruf des Heizungsinstallateurs. In der DDR war er als Mitarbeiter in der SED-Kreisleitung und 2. Sekretär der FDJ-Kreisleitung tätig. Nach der Wende unterstützte er als deren Wahlkreismitarbeiter mehrere Abgeordnete.
Er gehört dem Stadtrat von Wittenberg an. Bei der Landtagswahl in Sachsen-Anhalt 2011 erhielt er ein Landtagsmandat, das er bei der Wahl 2016 nicht verteidigen konnte.